# Gyrinus caspius
Gyrinus caspius är en skalbaggsart som beskrevs av Ménétriés 1832. Gyrinus caspius ingår i släktet Gyrinus, och familjen virvelbaggar. Arten är reproducerande i Sverige.